# Dejan Prešiček
Dejan Prešiček, slovenski saksofonist, glasbeni pedagog in politik, * 21. december 1970, Celje. 

## Življenjepis
Študij saksofona je končal na Visoki šoli za glasbo v Frankfurtu, izpopolnjeval pa se je v Bordeauxu (Francija). Nastopa z različnimi komornimi in simfoničnimi zasedbami v Sloveniji in v tujini, predvsem pa v duu s svojo sestro, pianistko Nino Prešiček. Delal je kot profesor saksofona na Konservatoriju za glasbo in balet Ljubljana.

### Minister za kulturo
13. septembra 2018 je kot član Socialnih demokratov postal minister za kulturo 13. vlade Republike Slovenije pod vodstvom Marjana Šarca. 
Zaradi afere mobinga na ministrstvu je po dobrem tednu podal odstop, ki ga je premier 28. januarja 2019 sprejel.

### Zasebno
Njegova sestra je pianistka Nina Prešiček. Poročen je bil s flavtistko Liza Hawlina. Ima dve hčerki. 